# Schema di classificazione per fisica e astronomia
Lo Schema di classificazione per fisica e astronomia (in acronimo PACS, dall'inglese Physics and Astronomy Classification Scheme) è uno schema di classificazione degli argomenti della ricerca fisica contemporanea.
Si tratta di uno schema ad albero curato e dettagliato che viene definito dalla American Institute of Physics (AIP) in collaborazione con altri membri dell'International Council on Scientific and Technycal Information (ICSTI).
Lo schema viene utilizzato per classificare l'argomento degli articoli pubblicati dalle riviste della AIP e di altre società di fisica o editori
Gli aggiornamenti del PACS sono pubblicati su base annuale o biennale.